# Bill Vinovich

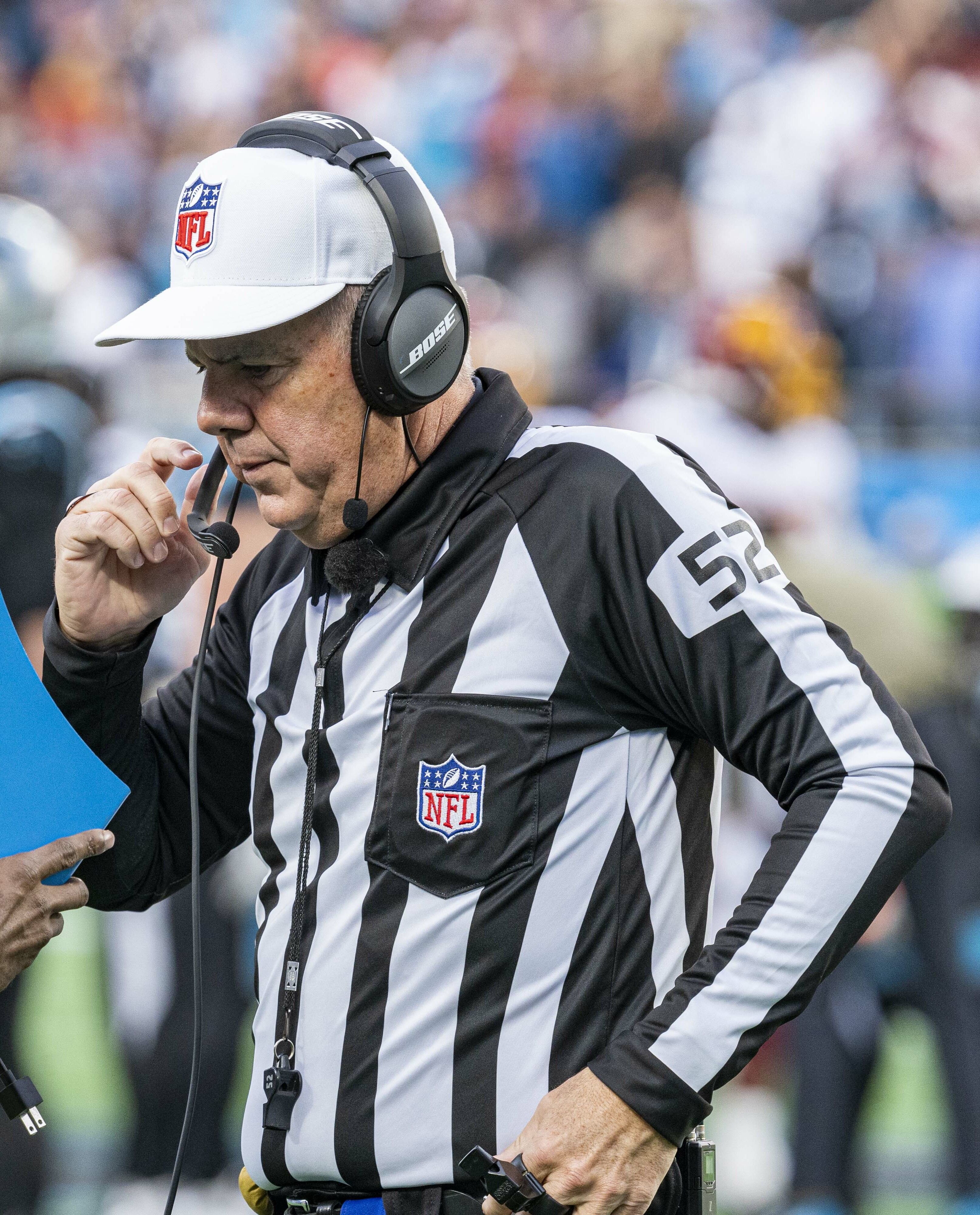
Bill Vinovich (2021)

Bill Vinovich (* 1. Dezember 1960 in Beaver County, Pennsylvania) ist ein US-amerikanischer Schiedsrichter der NFL. Er war Schiedsrichter der Super Bowls XLIX, LIV und LVIII und trägt die Uniformnummer 52.
Außerdem ist er Basketballschiedsrichter am College.

## Frühe Jahre
Vinovich wurde in Beaver County, Pennsylvania geboren und zog in seiner frühen Kindheit nach Kalifornien. Dort spielte er zunächst selbst Football während seiner Zeit am College. 1983 machte er seinen Abschluss im Fach Business Administration.

## Karriere

### High School und College Football
Vor dem Einstieg als professioneller Schiedsrichter arbeitete er im High School und College Football in der Mountain West Conference der NCAA Division I, der höchsten College Division im American Football.

### Professionelle Footballligen
Im Anschluss war er in der Canadian Football League, der Arena Football League und der NFL Europe tätig. U. a. leitete er den World Bowl XII.

#### National Football League
Im Jahr 2001 stand er erstmals als Side Judge in der NFL auf dem Feld. Nach dem Rücktritt von Schiedsrichter Ron Blum wurde er zur Saison 2004 zum Referee befördert.
Aufgrund von Herzproblemen musste er seine Zeit auf dem Feld nach drei Jahren als Referee wieder beenden und wurde fortan nur noch als Videoschiedsrichter (Replay Official) eingesetzt. Erst mit Beginn der Saison 2012 erlaubte es ihm sein gesundheitlicher Zustand wieder, auf den Platz zurückzukehren. Nach seiner Rückkehr entwickelte er sich zu einem der besten Schiedsrichter in der NFL.
Am 1. Februar 2015 leitete er den Super Bowl XLIX, den die New England Patriots mit 28:24 gegen die Seattle Seahawks gewannen, in Glendale, Arizona.
Am 2. Februar 2020 war er der Schiedsrichter im Super Bowl LIV in Miami, Florida, welchen die Kansas City Chiefs mit 31:20 gegen die San Francisco 49ers gewinnen konnten.
Darüber hinaus leitete Vinovich elf weitere Playoffspiele, zwei davon nur als Side Judge. Darunter waren vier Conference Championship Games (2002 AFC, 2015 NFC, 2018 NFC und 2020 AFC), fünf Divisional-Round-Playoffs (2003 NFC, 2012 AFC, 2014 AFC, 2017 NFC und 2019 AFC) und zwei Wild-Card-Playoffs (2006 AFC und 2013 NFC).
Am 24. Januar 2024 wurde er als Haupt-Schiedsrichter des Super Bowl LVIII benannt. Es ist sein dritter Einsatz als Schiedsrichter in einem SuperBowl.

## Persönliches
Vinovich ist Buchhalter und hat zwei Kinder. Er lebt in Lake Forest, Kalifornien.